# Coryphantha pusilliflora
Coryphantha pusilliflora ist eine Pflanzenart in der Gattung Coryphantha aus der Familie der Kakteengewächse (Cactaceae). Das Artepitheton pusilliflora leitet sich von den lateinischen Worten pusillus für ‚winzig‘ sowie -florus für ‚blühend‘ ab.

## Beschreibung
Coryphantha pusilliflora wächst  einzeln oder sprosst von der Basis aus. Die eiförmigen bis zylindrischen, waldgrünen Triebe erreichen bei Durchmessern von 5 bis 6 Zentimeter Wuchshöhen von bis zu 12 Zentimeter. Der Triebscheitel ist gerundet und etwas niedergedrückt. Die aufrechten konischen, an ihrer Basis verbreiterten Warzen werden später rhombisch. Sie sind auffällig gefurcht. Der einzelne dünne, pfriemliche, gerade, steife Mitteldorn steht ab und ist an der Basis etwas erweitert. Er vergraut im Alter und ist 1,1 bis 1,3 Zentimeter lang. Die 18 bis 20 weißen bis gelben, 0,6 bis 1 Zentimeter langen Randdornen besitzen eine dunklere Spitze und vergrauen mit der Zeit. Sie sind nadelig, etwas steif und gerade.
Die trichterförmigen magentafarbenen Blüten besitzen einen grünlich weißen Schlund. Sie erreichen Durchmesser von bis zu 2 Zentimeter. Die länglichen grünen Früchte weisen Längen von bis 1,4 Zentimeter auf.

## Verbreitung und Systematik
Coryphantha pusilliflora ist im mexikanischen Bundesstaat Coahuila bei El Marte verbreitet. 
Die Erstbeschreibung durch Lewis Bremer wurde 1982 veröffentlicht. Reto F. Dicht und Adrian D. Lüthy behandelten Coryphantha pusilliflora 2001 als Synonym von Coryphantha pseudoechinus.

## Nachweise